# Онамихимэ
Онамихимэ (яп. 阿南姫; 4 июля 1541 — 30 августа 1642) — японская женщина-воин (онна-бугэйся) позднего периода Сэнгоку. Она была старшей дочерью Датэ Харумунэ, сестрой Датэ Терумунэ и тётей Датэ Масамунэ. Онамихимэ управляла замком Сукагава в провинции Муцу. Наибольшую известность ей принесла её вражда с племянником Масамунэ, из-за которой она участвовала в нескольких кампаниях против экспансии рода Датэ в регионе Осу.

## Биография
Онамихимэ была замужем за Никаидо Мориёси, от которого у неё было два сына — Хэйсиро и Юкитика. Хэйсиро был отправлен в качестве заложника ко двору могущественного клана Асина, членом которого он впоследствии стал, приняв имя Асина Моритака. После смерти Мориёси и Юкитики Онамихимэ стала владельцем замка Сукагава, главой клана Никаидо, а также приняла монашеское имя Дайдзё-ин.
В связи с гибелью Датэ Тэрумунэ, отца Датэ Масамунэ, от рук Нихонмацу Ёсицугу, Масамунэ поклялся отомстить, начав военную кампанию против Нихонмацу в 1585 году. Онамихимэ сражалась в битве при Хитоторибаси в одном ряду с кланами Асина, Сома, Хатакэяма и Сатакэ против клана Датэ. Союзники двинулись со своими 30-тысячным войском к замку Мотомия. Масамунэ, имея всего 7000 воинов, подготовил оборонительную стратегию. Онамихимэ приказала своим войскам атаковать, но оборонительная стратегия Масамунэ вынудила союзные войска отступить. В 1588 году Онамихимэ снова объединился с кланами Асина и Сома, чтобы противостоять Датэ Масамунэ в битве при Корияме.
В битве при Суриагэхаре, начавшейся в июле 1589 года, Датэ Масамунэ разгромил войска Асины и Сатакэ, укрепив власть Датэ в южном Муцу. После этого Датэ Масамунэ предложил своей тёте сдаться, но та решительно отказалась. Онамихимэ и клан Исикава продолжили сопротивление. Она защищалась, укрывшись в замке, когда её вассал Ходохара Юкифудзи предал клан Никаидо и помог Масамунэ взять замок Сукагава 26 октября 1589 года.
Масамунэ сохранил жизнь своей тёте Онамихимэ, благополучно сопроводив её в уединённый замок Сугиномэ. Она не смирилась с этим, продолжая питать ненависть к Масамунэ, и отправилась жить к Иваки Цунетаке, ещё одному своему племяннику. После его смерти Онамихимэ отправилась к Сатакэ Ёсинобу. Клан Сатакэ, в союзе с Западной армией и Онамихимэ, участвовал в битве при Сэкигахаре. После их поражения от Восточной армии Токугавы Иэясу клану Сатакэ было позволено продолжить существование, но он был наказан. В 1602 году семья Сатакэ была отправлена в Дэву по приказу Токугавы, и именно на пути в Дэву, проходя мимо своего старого замка в Сукагаве, Онамихимэ скончалась и была похоронена там же.

## В массовой культуре
Онамихимэ фигурирует в серии компьютерных видеоигр Nobunaga's Ambition